# Urlikavci
Urlikavci (lat. Alouatta) je rod primata iz porodice hvataša trenutačno sastavljen od petnaest vrsta. Ovi majmuni su prethodno bili smješteni u porodicu Cebidae. Žive u šumama Južne i Srednje Amerike. 

## Opis
Urlikavci imaju kratku njušku i široke, okrugle nozdrve. Dugi su 56-92 centimetra, isključujući rep, koji može isto toliko biti dug. Kao i mnogi majmuni Novog svijeta, imaju uvijeni rep. Za razliku od ostalih majmuna Novog svijeta, i mužjaci i ženke vide trikromatski. Životni vijek im je 15 do 20 godina. Mužjaci su od 1.5 do 2 kilograma teži od ženki.

## Ponašanje
Većina urlikavaca živi u skupinama sastavljenim od 10 do 15 životinja. Imaju vrlo veliku podjezičnu kost, koja im omogućuje da stvaraju vrlo glasne zvukove, koji se mogu čuti na dosta velikim udaljenostima, čak do 5 kilometara. Jedini su folivorni majmuni među majmunima Novog svijeta, a osim lišća, nekad jedu i plodove i cvjetove.

## Vanjske poveznice
- Primate Info Net
- Zvučni zapis  Arhivirana inačica izvorne stranice od 9. veljače 2012. (Wayback Machine)